# متیو مارزدن
متیو مارزدن (انگلیسی: Matthew Marsden؛ زادهٔ ۳ مارس ۱۹۷۳) بازیگر و خواننده اهل انگلستان است.
از فیلم‌ها یا برنامه‌های تلویزیونی که وی در آن نقش داشته‌است، می‌توان به ان‌سی‌آی‌اس، رزیدنت ایول: انقراض، جان رمبو، سی‌اس‌آی: میامی، تبدیل‌شوندگان: انتقام فالن، سقوط شاهین سیاه، کسل، آناکونداها: شکار ارکیده خونین، زنده یا مرده، هلن تروآ و خواهران خورشید اشاره کرد.